# Lutterbach
Lutterbach é uma comuna francesa na região administrativa de Grande Leste, no departamento Alto Reno. Estende-se por uma área de 8,56 km². Em 2010 a comuna tinha 6 378 habitantes (densidade: 745,1 hab./km²).